# 夕陽を見ているか?
「夕陽を見ているか?」（ゆうひをみているか）は、日本の女性アイドルグループ・AKB48の楽曲。楽曲は秋元康により作詞、岡田実音により作曲されている。2007年10月31日にAKB48のメジャー6作目のシングルとしてデフスターレコーズから発売された。楽曲のセンターポジションは前田敦子と小嶋陽菜の2人が務めた。

## 背景とリリース
楽曲のシングル盤は「初回生産限定盤」の「Type A」、「初回生産限定盤」の「Type B」、「通常盤」の3種類がリリースされた。「初回生産限定盤」の「Type A」にはDVDが付属しており、前作の表題曲「僕の太陽」のミュージック・ビデオが収録されている。一方、同TypeBには「夕陽を見ているか?」の2つのリミックス版が収録されている。
キャッチコピーは、「自分のこと、誉めてあげようよ。君は君らしく生きている」。楽曲のTVスポットは大島優子がナレーションを担当した。
選抜メンバーは10人。初選抜及び選抜復帰のメンバーはゼロで、前作の選抜メンバーのうち、秋元才加、大島麻衣、篠田麻里子、中西里菜の4人が選抜から外れた。
2020年1月現在、AKB48全シングルの中で売り上げ枚数が最も少ない。
楽曲は、2011年10月23日にニッポン放送で放送された『ニッポン放送スペシャル AKB・SKE・NMB・SDNが選ぶこの一曲!! マイリクエストアワーベスト10』において、メンバーの人気投票で第1位となった。また、秋元康にとっても、AKB48の楽曲の中で最も思い入れのある曲である。
楽曲のミュージック・ビデオは、高橋栄樹が監督を務めている。彼が監督を務めるのは「軽蔑していた愛情」に続き2度目となる。屋外ロケは、長野県上田市の上田電鉄別所線八木沢駅やその周辺で行われた。このミュージック・ビデオは、AKB48の1stアルバム『SET LIST〜グレイテストソングス 2006-2007〜』に付属しているDVDに収録されている。
楽曲は、AKB48の姉妹グループであるJKT48によりカバーされている。このバージョンはグループの2作目のシングルとしてリリースされている。
コンサートなどでこの曲が披露される際、イントロでメンバー1名が口上を述べる。

## メディアでの使用
- MBS・TBS系『ランキンの楽園』エンディングテーマ
- 厚生労働省「2007年ユニバーサル技能五輪国際大会」TVCMソング
- TBS系『アッコにおまかせ!』エンディングテーマ
- 文化放送『AKB48 明日までもうちょっと。』エンディングジングル
- アサヒ飲料『WONDA』「タッチ編」TVCMソング

## シングル収録トラック

### 初回生産限定盤（Type-A）
| #         | タイトル                                           | 作詞      | 作曲         | 編曲         | 時間  |
| --------- | -------------------------------------------------- | --------- | ------------ | ------------ | ----- |
| 1.        | 「夕陽を見ているか?（Original Mix）」              | 秋元康    | 岡田実音     | 高島智明     | 4:59  |
| 2.        | 「ビバ! ハリケーン」                               | 秋元康    | 井上ヨシマサ | 井上ヨシマサ | 4:01  |
| 3.        | 「夕陽を見ているか?（Original Mix Instrumental）」 |           |              |              | 4:59  |
| 4.        | 「ビバ! ハリケーン（Instrumental）」               |           |              |              | 4:00  |
| 合計時間: | 合計時間:                                          | 合計時間: | 合計時間:    | 合計時間:    | 17:59 |

| #  | タイトル                   | 作詞 | 作曲・編曲 |
| -- | -------------------------- | ---- | ---------- |
| 1. | 「僕の太陽」               |      |            |
| 2. | 「Making of 「僕の太陽」」 |      |            |

### 初回生産限定盤（Type-B）
| #         | タイトル                                           | 作詞      | 作曲         | 編曲         | 時間  |
| --------- | -------------------------------------------------- | --------- | ------------ | ------------ | ----- |
| 1.        | 「夕陽を見ているか? (Original Mix)」               | 秋元康    | 岡田実音     | 高島智明     | 4:59  |
| 2.        | 「ビバ! ハリケーン」                               | 秋元康    | 井上ヨシマサ | 井上ヨシマサ | 4:01  |
| 3.        | 「夕陽を見ているか?（ひまわり2.0Mix）」            |           |              |              | 4:58  |
| 4.        | 「夕陽を見ているか?（ひまわり2.1Mix）」            |           |              |              | 4:58  |
| 5.        | 「夕陽を見ているか?（Original Mix Instrumental）」 |           |              |              | 4:59  |
| 6.        | 「ビバ! ハリケーン（Instrumental）」               |           |              |              | 4:00  |
| 合計時間: | 合計時間:                                          | 合計時間: | 合計時間:    | 合計時間:    | 27:55 |

### 通常盤
| #         | タイトル                                           | 作詞      | 作曲         | 編曲         | 時間  |
| --------- | -------------------------------------------------- | --------- | ------------ | ------------ | ----- |
| 1.        | 「夕陽を見ているか?（Original Mix）」              | 秋元康    | 岡田実音     | 高島智明     | 4:59  |
| 2.        | 「ビバ! ハリケーン」                               | 秋元康    | 井上ヨシマサ | 井上ヨシマサ | 4:01  |
| 3.        | 「夕陽を見ているか?（Original Mix Instrumental）」 |           |              |              | 4:58  |
| 合計時間: | 合計時間:                                          | 合計時間: | 合計時間:    | 合計時間:    | 13:58 |

## 選抜メンバー
オリジナル版のメンバーを記載する。
- 板野友美
- 大島優子
- 小野恵令奈
- 河西智美
- 小嶋陽菜
- 高橋みなみ
- 前田敦子
- 峯岸みなみ
- 宮澤佐江
- 渡辺麻友

## 収録アルバム
- SET LIST〜グレイテストソングス 2006-2007〜
- 0と1の間

## カバー

### JKT48によるカバー
AKB48の姉妹グループであるJKT48は、本楽曲を「Yuuhi wo Miteiruka? - Apakah Kau Melihat Mentari Senja? -」というタイトルでカバーしている。このカバー曲は、グループの2作目のシングルとして2013年7月3日にHits Recordsから発売された。
歌詞はサビの決め台詞以外はインドネシア語に翻訳（直訳と言っても差し支えないほど元の歌詞に忠実）されている。楽曲のセンターポジションはメロディー・ヌランダニ・ラクサニとジェシカ・フェランダ。
カップリングでは他に、AKB48から「長い光」「ビバ! ハリケーン」、SKE48から「1!2!3!4! ヨロシク!」をカバーしている。
シングル盤は通常盤と劇場盤がある。通常盤にはDVDが付属しているほか、特典として選抜メンバー生写真1枚（10名の中からランダムで1枚）およびTeam KIII Special Photoが封入されている。後者は初回プレス10,000枚のみに封入されている限定アイテムである。劇場盤はCDのみで、特典として個別握手券1枚およびトランプカード1枚（51名の中からランダムで1枚）が封入されている。また、通常盤については、インドネシアでのリリース後に日本向け特別盤がリリースされることとなり、こちらは特典として選抜メンバー生写真1枚（10名の中から1枚がランダムに封入）に加え、高城亜樹、仲川遥香の生写真のうちいずれか1枚が封入されている。

#### シングル収録トラック

##### 通常盤
| #  | タイトル                                                      | 作詞   | 作曲         | 編曲         | 時間 |
| -- | ------------------------------------------------------------- | ------ | ------------ | ------------ | ---- |
| 1. | 「Yuuhi wo Miteiruka? - Apakah Kau Melihat Mentari Senja? -」 | 秋元康 | 岡田実音     | 高島智明     | 4:55 |
| 2. | 「Nagai Hikari - Cahaya Panjang -」                           | 秋元康 | 井上ヨシマサ | 井上ヨシマサ | 6:00 |
| 3. | 「1! 2! 3! 4! Yoroshiku!」                                    | 秋元康 | ツキダタダシ | 前口渉       | 5:03 |
| 4. | 「Viva! Hurricane!」                                          | 秋元康 | 井上ヨシマサ | 井上ヨシマサ | 3:58 |

| #  | タイトル | 作詞 | 作曲・編曲 |
| -- | --- | ---- | ---------- |
| 1. | 「Yuuhi wo Miteiruka? Music Video - Apakah Kau Melihat Mentari Senja? Music Video -」                                     |      |            |
| 2. | 「Yuuhi wo Miteiruka? Music Video Behind The Scenes - Apakah Kau Melihat Mentari Senja? Music Video Behind The Scenes -」 |      |            |

##### 劇場盤
| #  | タイトル                                                      | 作詞   | 作曲         | 編曲         |
| -- | ------------------------------------------------------------- | ------ | ------------ | ------------ |
| 1. | 「Yuuhi wo Miteiruka? - Apakah Kau Melihat Mentari Senja? -」 | 秋元康 | 岡田実音     | 高島智明     |
| 2. | 「Nagai Hikari - Cahaya Panjang -」                           | 秋元康 | 井上ヨシマサ | 井上ヨシマサ |
| 3. | 「1! 2! 3! 4! Yoroshiku!」                                    | 秋元康 | ツキダタダシ | 前口渉       |

#### 選抜メンバー
- ジェシカ・フェランダ
- シャニア・ジュニアナタ
- シンタ・ナオミ
- シンディ・ユフィア
- 仲川遥香
- ナタリア
- ナビラ・ラトナ・アユ・アザリア
- メロディー・ヌランダニ・ラクサニ
- ラトゥ・フィエンニ・フィトゥリリア
- ロナ・アングレアニ

### AKB48 Team TPによるカバー
AKB48の姉妹グループであるAKB48 Team TPは、本楽曲を「看見夕陽了嗎?」のタイトルで中国語カバーし、グループの3rdシングルとして2019年12月25日に発売された。
選抜メンバーは過去最多の16名で、正規メンバー11名、研究生5名が選出されている。
カップリングでは他に、AKB48から「Only Today」「ハート型ウイルス」をカバーしている。

#### シングル収録トラック (AKB48 Team TP)
| #  | タイトル              | 作詞                 | 作曲         | 編曲         |
| -- | --------------------- | -------------------- | ------------ | ------------ |
| 1. | 「看見夕陽了嗎?」     | 秋元康、天樂（訳詞） | 岡田実音     | 高島智明     |
| 2. | 「Only Today」        | 秋元康、天樂（訳詞） | 大内哲也     | 大内哲也     |
| 3. | 「心型病毒」          | 秋元康、天樂（訳詞） | 井上ヨシマサ | 井上ヨシマサ |
| 4. | 「看見夕陽了嗎? MMO」 |                      | 岡田実音     | 高島智明     |
| 5. | 「Only Today MMO」    |                      | 大内哲也     | 大内哲也     |
| 6. | 「心型病毒 MMO」      |                      | 井上ヨシマサ | 井上ヨシマサ |

| #  | タイトル                   | 作詞 | 作曲・編曲 | 監督 |
| -- | -------------------------- | ---- | ---------- | ---- |
| 1. | 「看見夕陽了嗎? 完整版MV」 |      |            | 黃原 |

#### 選抜メンバー (AKB48 Team TP)
- 陳詩雅
- 曾詩羽
- 劉語晴
- 潘姿怡
- 劉潔明
- 冼迪琦
- 邱品涵
- 劉曉晴
- 林倢
- 林于馨
- 張羽翎
- 周佳郁
- 藤井麻由
- 蔡亞恩
- 蔡伊柔
- 李佳俐